# لو هافر (فلم)
لو هافر (بالفرنسية Le Havre) فيلم فنلندي من إخراج أكي كاوريسمكي سنة 2011.